# زخرفة إسلامية (عمارة)

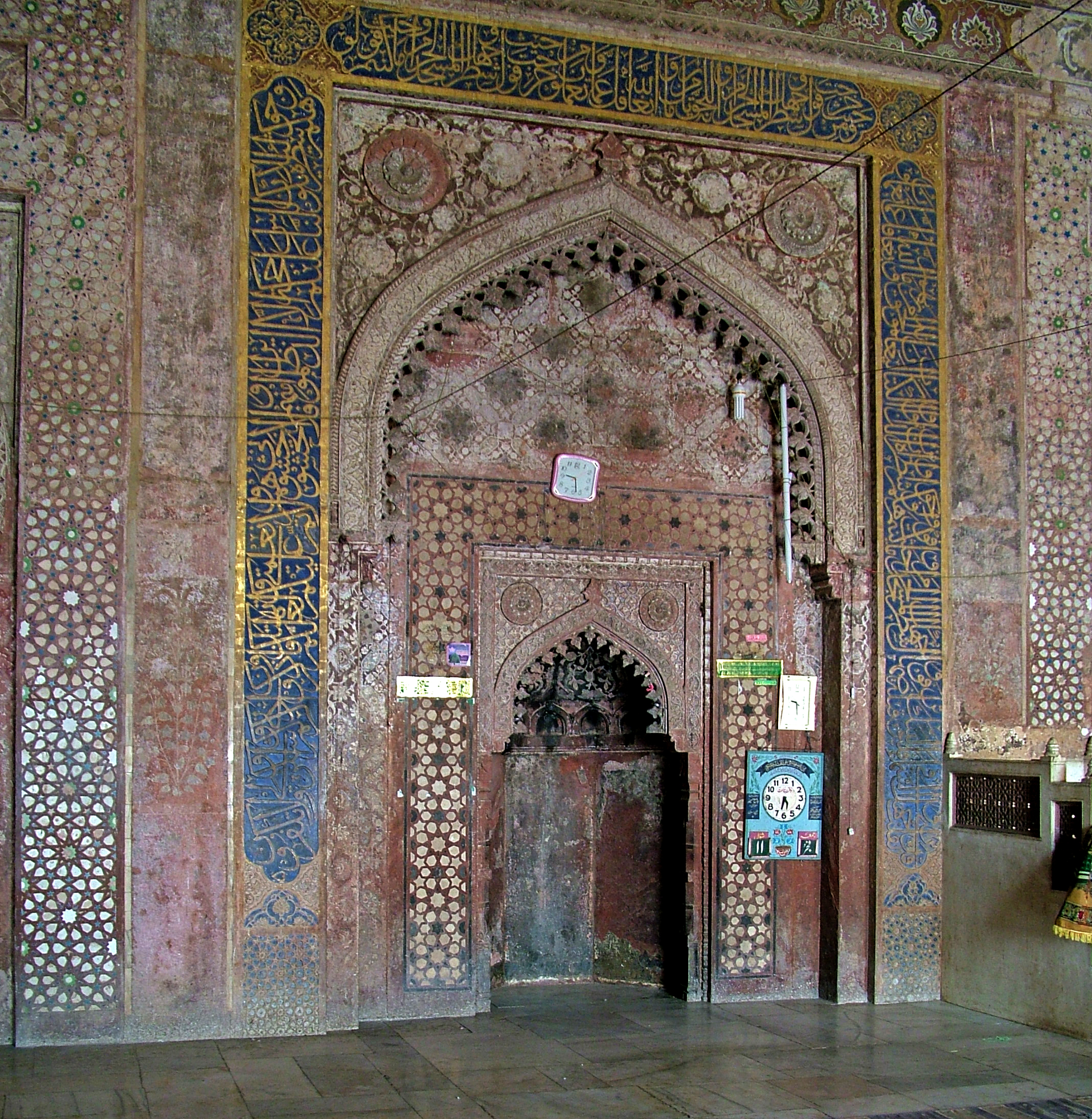
أنماط هندسية وعربيّة وخطية تزين المحراب في مسجد جامع، فاتح بور سيكري

الزخرفة الإسلامية هي استخدام الأشكال والأنماط الزخرفية في الفن الإسلامي والعمارة الإسلامية. يمكن تقسيم عناصرها على نطاق واسع إلى الزخرفة العربية، باستخدام عناصر نباتية منحنية، وأنماط هندسية بخطوط مستقيمة أو منحنيات منتظمة، والخط العربي، الذي يُكون من نصوص دينية ذات مظهر منمق، وتستخدم بشكل زخرفي ولإيصال المعنى. تتضمن هذه الأنواع الثلاثة في كثير من الأحيان تداخلًا متقنًا في وسائط مختلفة.
لقد كان للزخرفة الإسلامية تأثير كبير على أشكال الفن الزخرفي الأوروبي، وخاصة كما نرى في الزخرفة العربية الغربية.

## الملخص

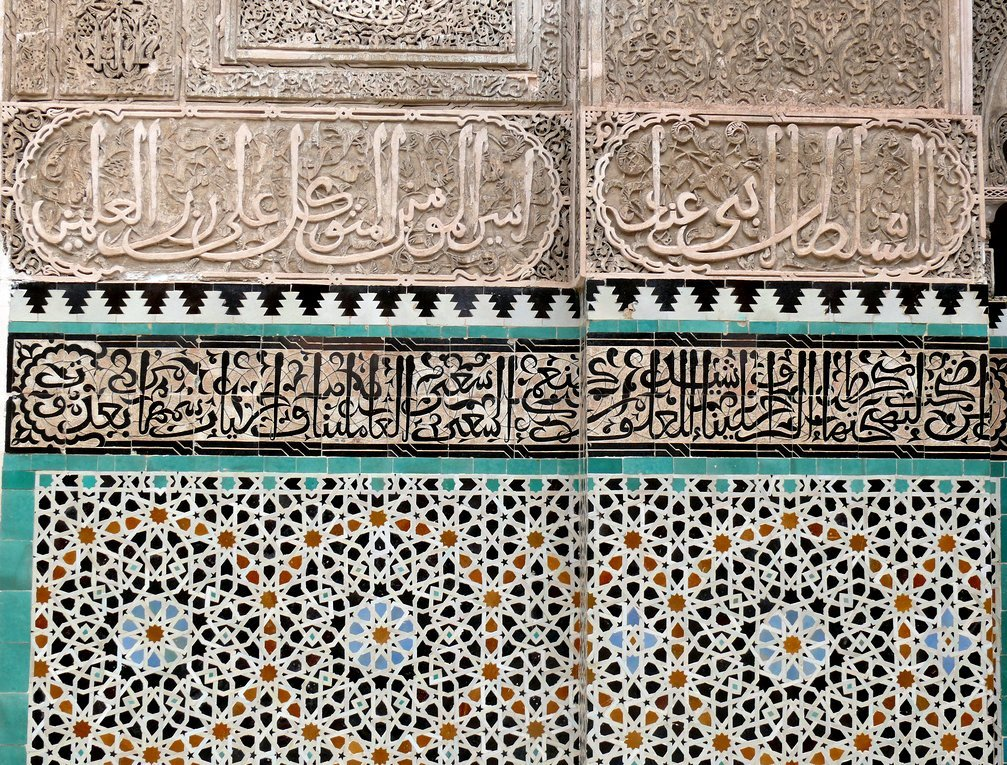
أعمال زليج هندسية وزخارف جصية مع الخط العربي والزخارف العربية في مدرسة بو عنانية بفاس، وقد اشتهر العرب في الأندلس وشمال أفريقيا بهذه الزخارف

يتجنب الفن الإسلامي في الغالب الصور التصويرية حتى لا تصبح موضوعًا للعبادة. شجعت هذه النزعة اللاأيقونية في الثقافة الإسلامية الفنانين على استكشاف الفن غير التصويري، مما أدى إلى حدوث تحول جمالي عام نحو الزخارف القائمة على الرياضيات. حتى قبل ظهور الإسلام، أظهرت المناطق المرتبطة بالعالم الإسلامي اليوم تفضيلًا للزخارف النباتية الهندسية والمنمقة. في وقت مبكر من القرن الرابع، عرضت العمارة البيزنطية أشكالًا مؤثرة من الزخارف المجردة في الأعمال الحجرية. كان للفنانين الساسانيين تأثير جزئي من خلال تجاربهم على الجص كوسيلة زخرفية.
الأنماط الهندسية الإسلامية دمجت وطورت التصاميم المستخدمة في الثقافات السابقة بعد دراستها: اليونانية، والرومانية، والساسانية. وكانت هذه الثقافات تستخدم نوعًا واحدًا من ثلاثة أشكال من الزخارف الإسلامية، أما الأشكال الأخرى وهي الزخرفة العربية القائمة على أشكال نباتية منحنية ومتفرعة، والخط الإسلامي، فقد أُنتجَت مع الإسلام؛ وكثيرًا ما تُستخدم الأنواع الثلاثة معًا، في وسائط مثل الفسيفساء، والجص، والطوب، والسيراميك، لتزيين المباني والمعالم الدينية.
يزعم مؤلفون مثل كيث كريتشلو أن الأنماط الإسلامية أُنشئَت لإرشاد المشاهد إلى فهم الواقع الأساسي، وليست مجرد زخارف، كما يشير الكتاب المهتمون فقط بالنمط في بعض الأحيان. في الثقافة الإسلامية، يُعتقد أن الأنماط هي الجسر إلى العالم الروحي، والأداة لتطهير العقل والروح. يقول ديفيد وايد: «إن الكثير من فنون الإسلام، سواء في العمارة أو السيراميك أو المنسوجات أو الكتب، هو فن الزخرفة - أي فن التحول». ويجادل وايد بأن الهدف هو التحويل، وتحويل المساجد «إلى خفة ونمط»، في حين أن «الصفحات المزخرفة للقرآن [الموجودة في المصاحف القديمة] يمكن أن تصبح نوافذ على اللانهائي». وفي مقابل ذلك، تقول دوريس بهرنز أبو سيف في كتابها الجمال في الثقافة العربية أن الاختلاف الرئيس بين التفكير الفلسفي لأوروبا في العصور الوسطى والعالم الإسلامي هو بضبط أن مفاهيم الخير والجمال منفصلة في الثقافة العربية على عكس الأوروبية التي تجعلهما واحدًا. وتزعم أن الجمال، سواء في الشعر أو في الفنون البصرية، كان يُستمتع به لذاته، دون الالتزام بمعايير دينية أو أخلاقية.

## الزخرفة العربية

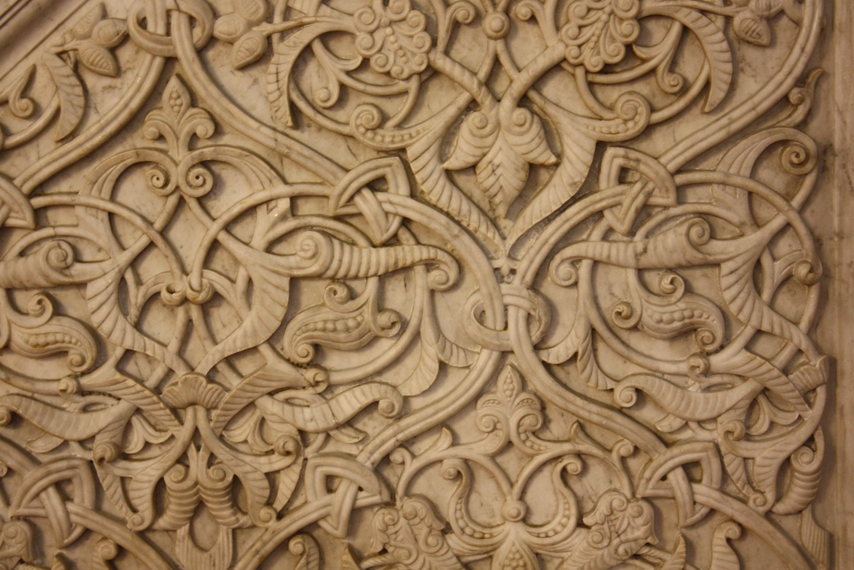
نقش حجري بارز بزخارف عربية من فروع الشجر، وسعف النخيل، ونصف سعف النخيل في الجامع الأموي بدمشق

الزخرفة العربية الإسلامية هي شكل من أشكال الزخرفة الفنية التي تتكون من أنماط خطية إيقاعية من أوراق الشجر المتعرجة والمتشابكة، أو المجسات أو الخطوط العادية، والتي غالبًا ما تُدمج مع عناصر أخرى. تتكون عادةً من تصميم واحد يمكن تبليطه أو تكراره بسلاسة عدة مرات حسب الرغبة. هذه التقنية، التي ظهرت بفضل الاهتمام الفني بالتراكيب الهندسية القديمة في فن أواخر العصور القديمة، جعلت من الممكن للمشاهد أن يتخيل كيف سيبدو النمط إذا استمر خارج حدوده الفعلية. وهذه سمة مميزة للفن الإسلامي.
ظهرت الزخارف العربية المهندسة رياضيًّا بالكامل في القرن العاشر. الأشكال النباتية المستخدمة عادةً في الأنماط، مثل أوراق الأقنثة والعنب وسعف النخيل الأكثر تجريدًا، مستمدة في البداية من الفن الساساني [الإنجليزية] والفنون القديمة المتأخرة. وقد استمد الساسانيون استخدامهم المميز للكرمة الحلزونية كعنصر زخرفي من الرومان وصولًا إلى الفن البيزنطي. وفي العصر الإسلامي، تطورت هذه الكرمة الحلزونية إلى فن الأرابيسك (الاسم الأوروبي الذي يُطلق على الزخرفة العربية). يعتقد بعض الأوروبيين أن زخارف الكرمة الشائعة في الزخارف الإسلامية جاءت من الفن الهلنستي والفن المسيحي المبكر، ولكن لا توجد صلة مباشرة حتى الآن. ومع ذلك، فقد شهدت مخطوطة الكرمة تغييرات أسلوبية حولت نمط الكرمة إلى زخرفة أكثر تجريدًا مع بقايا النموذج الهلنستي فقط. بدأت إضافة الزخارف الإضافية، مثل الزهور، نحو القرن الرابع عشر.

## الأنماط الهندسية

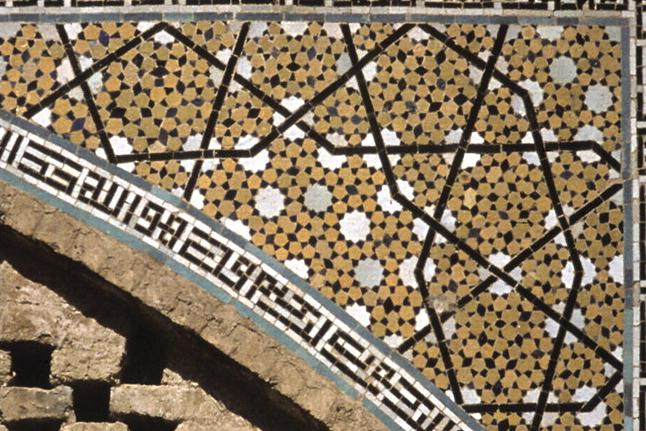
نمط هندسي من الجيرة في درب الإمام، أصفهان

ومن المعروف على نطاق واسع أن العالم التاريخي للفن الإسلامي هو الأكثر كفاءة في استخدام الأنماط الهندسية للتعبير الفني بحسب آراء مؤرخين أوروبيين. تطورت الأنماط الهندسية الإسلامية في منطقتين مختلفتين. وتقع هذه المواقع في:
1. المناطق الشرقية من بلاد فارس، وبلاد ما وراء النهر ، وخراسان
2. وفي المناطق الغربية من المغرب والأندلس .[20]

غالبًا ما تُبنى التصاميم الهندسية في الفن الإسلامي على مجموعات من المربعات والدوائر المتكررة، والتي قد تتداخل وتتشابك، كما هو الحال مع الزخارف العربية، والتي غالبًا ما يتم دمجها معها، لتشكيل أنماط معقدة، بما في ذلك مجموعة واسعة من التكسية. قد تشكل هذه العناصر الزخرفة بأكملها، أو قد تشكل إطارًا للزخارف الزهرية أو الخطية، أو قد تتراجع إلى الخلفية حول زخارف أخرى. تطور التعقيد والتنوع في الأنماط المستخدمة من النجوم البسيطة والمعينات في القرن التاسع، إلى مجموعة متنوعة من الأنماط التي تتراوح من 6 إلى 13 نقطة بحلول القرن الثالث عشر، وأخيرًا لتشمل أيضًا النجوم التي تتراوح من 14 إلى 16 نقطة في القرن السادس عشر. وتختلف الأشكال الهندسية مثل الدوائر والمربعات والمعينات والاثني عشر والنجوم في تمثيلها وتكوينها عبر العالم الإسلامي.
تظهر الأنماط الهندسية في مجموعة متنوعة من الأشكال في الفن والعمارة الإسلامية بما في ذلك سجاد الكليم، والجيرة الفارسية وأعمال البلاط الزليج الأندلسية والمغاربية، والمقرنصات المزخرفة، وشاشات الحجر المثقوبة، والسيراميك الخزفي، والجلد، والزجاج الملون، والأعمال الخشبية، والأعمال المعدنية.

## الخط العربي

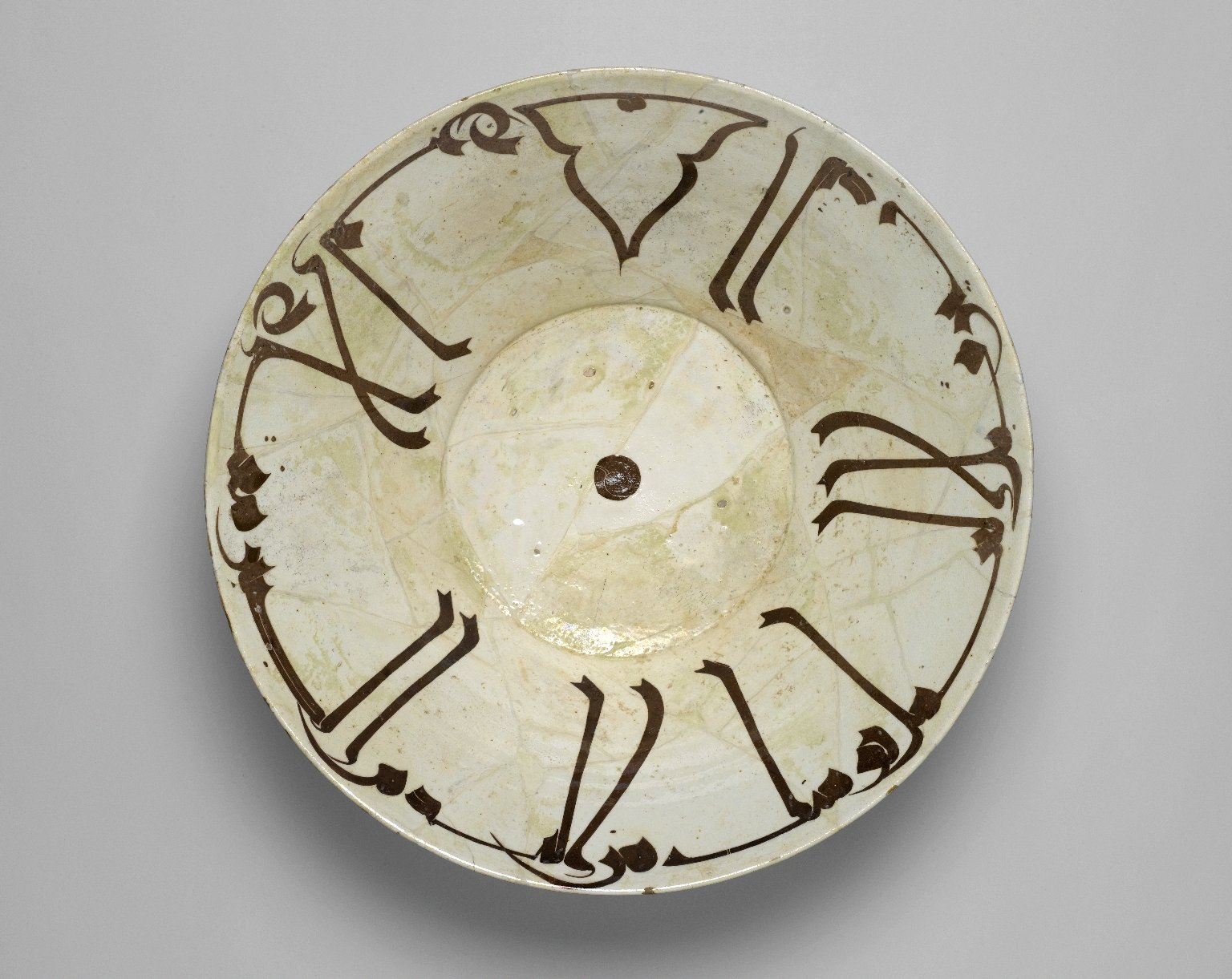
وعاء مزخرف بالخط الكوفي، القرن العاشر

يعد الخط العربي عنصرًا أساسيًّا في الفن الإسلامي، فهو يجمع بين الجاذبية الجمالية والرسالة الدينية. في بعض الأحيان يكون هو الشكل السائد للزخرفة؛ وفي أحيان أخرى يتم دمجه مع الزخرفة العربية. لقد أدت أهمية الكلمة المكتوبة في الإسلام إلى أن تلعب الزخارف الكتابية أو الخطية دورًا بارزًا في الهندسة المعمارية. يُستخدم الخط لتزيين المباني مثل المساجد والمدارس والأضرحة؛ والأشياء الخشبية مثل الصناديق؛ والسيراميك مثل البلاط والأوعية.
يمكن أن تشير الزخارف الكتابية أيضًا إلى رسائل سياسية أو دينية أخرى من خلال اختيار برنامج نصي للنقوش.  على سبيل المثال، تتضمن النقوش الخطية التي تزين قبة الصخرة اقتباسات من القرآن الكريم تشير إلى معجزة النبي عيسى وطبيعته البشرية (مثل سورة مريم (السورة 19) في الآيات 33-35)، ووحدانية الله (مثل سورة الإخلاص (السورة 112) )، ودور النبي محمد وتبيان أنه خاتم الأنبياء، والتي تُفسر على أنها محاولة للإعلان عن رفض أي مفهوم لا يُوجد الله مثل المفهوم المسيحي للثالوث الأقدس، وعليه فيُعلن الإسلام من خلال هذه الخطوط البديعة الانتصار الروحي على بقية الأديان. بالإضافة إلى ذلك، تشير نقوش الأساس على المباني عادةً إلى مؤسسها أو راعيها، وتاريخ بنائها، واسم الحاكم، ومعلومات أخرى.
تُظهر أقدم الأمثلة على النقوش الكتابية في الفن الإسلامي نهجًا غير مخطط له حيث لا يُدمج الخط مع الزخارف الأخرى. وفي القرن العاشر، ظهر نهج جديد للكتابة. ويُعرف ابن مقلة بأنه مبتكر الخط المنسوب، أو أسلوب الكتابة المتناسبة. فالخط بمعنى التحديد يؤكد على التحديد المادي للمساحة في الكتابة الخطية. إن مفهوم ترشيد الفضاء والفزع منه، متأصل في الزخرفة الإسلامية. بحلول القرنين التاسع والعاشر، أصبحت النقوش مدمجة بشكل كامل في بقية البرنامج الزخرفي للأشياء أو المباني، وبحلول القرن الرابع عشر أصبحت السمة الزخرفية السائدة على العديد من الأشياء. كان أسلوب الكتابة الأكثر شيوعًا خلال الفترة المبكرة هو الخط الكوفي، حيث كانت الخطوط الزاوية المستقيمة تُهَيْمن. في النقوش الأثرية، أُضيفَت بعض الزخارف بمرور الوقت لإنشاء أشكال مختلفة مثل الخط الكوفي المزهر (حيث تنشأ أشكال الزهور أو المحلاق من الحروف) أو الخط الكوفي المعقود (حيث تشكل بعض الحروف عقدًا متشابكة). ومع ذلك، فإن تطوير الخطوط الكوفية جعلها أقل وضوحًا، مما أدى إلى اعتماد خطوط مخطوطة أكثر استدارة في الزخارف المعمارية، مثل النسخ والثلث وغيرها. ظهرت هذه النصوص لأول مرة على المعالم الأثرية في القرن الحادي عشر، في البداية للنقوش الدينية، ولكن بعد ذلك ظهرت أيضًا لنقوش أخرى. خضعت النصوص المنسوخة لمزيد من التطوير على مدى القرون التالية في حين ظل الخط الكوفي يلعب دورًا ثانويًا. أصبحت النقوش أطول وأكثر ازدحامًا مع إضافة المزيد من المعلومات والمزيد من الألقاب إلى أسماء الرعاة.

## التأثير على الزخرفة الغربية

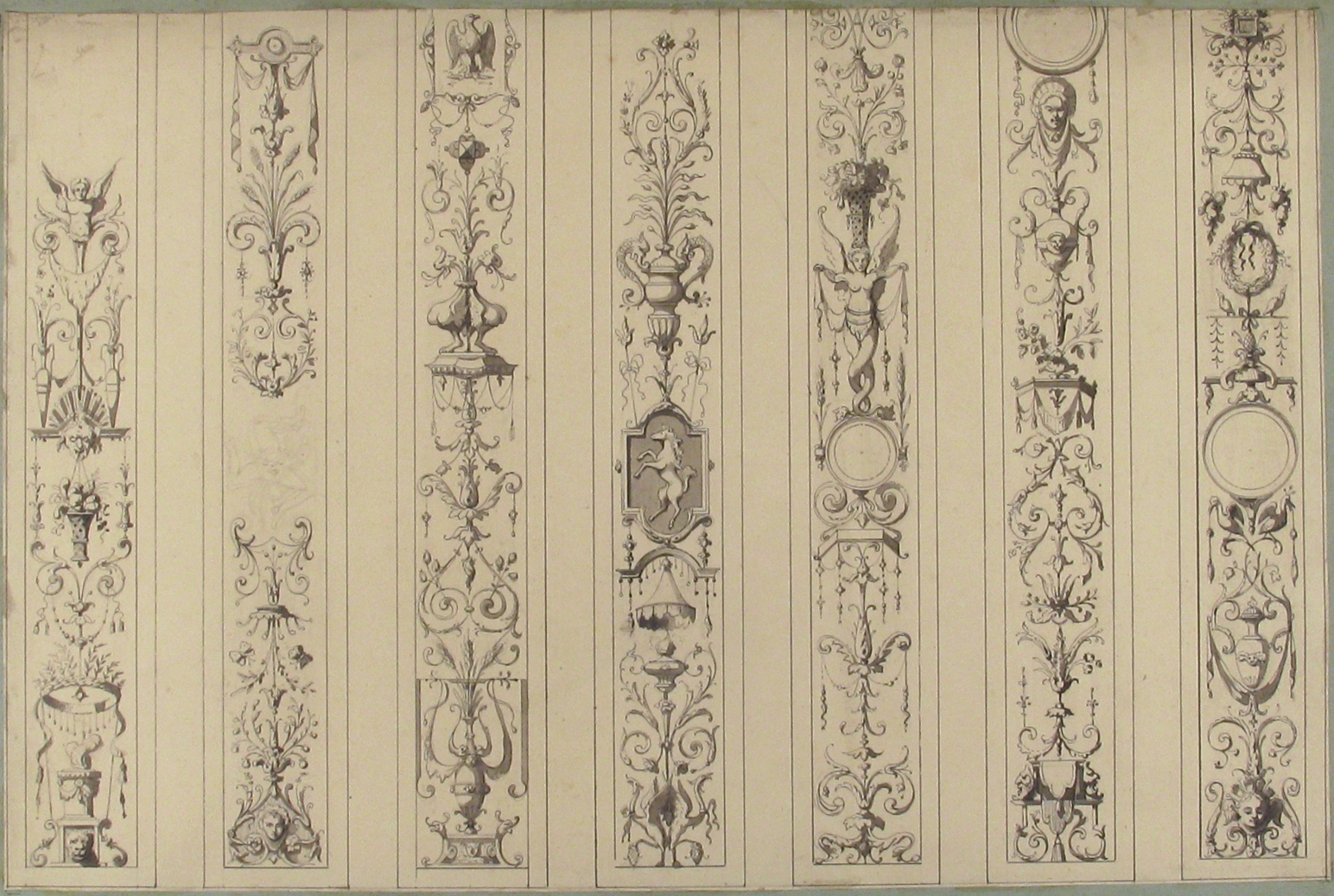
سبع لوحات من الزخارف العربية الغربية، فارنسبورو، إنجلترا. رسومات جول لاشيز ويوجين بيير جورديه، 1880-1886

الأسلوب الغربي من الزخارف يعتمد على الزخرفة العربية الإسلامية، تطور في أوروبا، بدءًا من مدينة البندقية في أواخر القرن الخامس عشر؛ وقد أطلق عليه اسم مورسقي [الإنجليزية] (نسبة للموريسكيين في الأندلس) أو الزخرفة العربية الغربية. وقد اُستخدَم في مجموعة كبيرة ومتنوعة من الفنون الزخرفية، وخاصة في تصميم الكتب وتجليد الكتب. وفي الآونة الأخيرة، تأثر ويليام موريس من حركة الفنون والحرف اليدوية بجميع أنواع الزخارف الإسلامية الثلاثة.

## نظريات الزخرفة الإسلامية
يُعد تمثيل النمط أحد أقدم أشكال التعبير الفني؛ ومع ذلك، فإن الدراسات العلمية والنظرية حول النمط تُعتبر تطورًا حديثًا نسبيًا. وقد ظهرت الدراسة المنهجية لخصائصها وأهميتها في أواخر القرن التاسع عشر. يمكن العثور على النظريات المتعلقة بالزخرفة في كتابات ألويس ريجل، وويليام موريس، وجون روسكين، وكارل سمبر [الإنجليزية]، وفيوليت لو دوك.
أوليج جرابار هو أحد المنظرين الذين يتعاملون مع قدرة الزخرفة على استحضار الفكر والتفسير. ويزعم أن الزخرفة لا تُستخدم للزينة فحسب، بل هي وسيلة للصنع والرؤية. علاوة على ذلك، يبدو أن خصائصها الزخرفية تكمل الشيء من خلال تزويده بالجودة. هذه الجودة هي الشعور الذي ينتقل من خلال الرسائل البصرية للزخرفة.
في كتابه قواعد الزخرفة (1856)، يقترح المعماري أوين جونز [الإنجليزية] نظريات حول اللون والهندسة والتجريد. تنص إحدى مبادئه التوجيهية على أن كل الزخارف تعتمد على بناء هندسي.

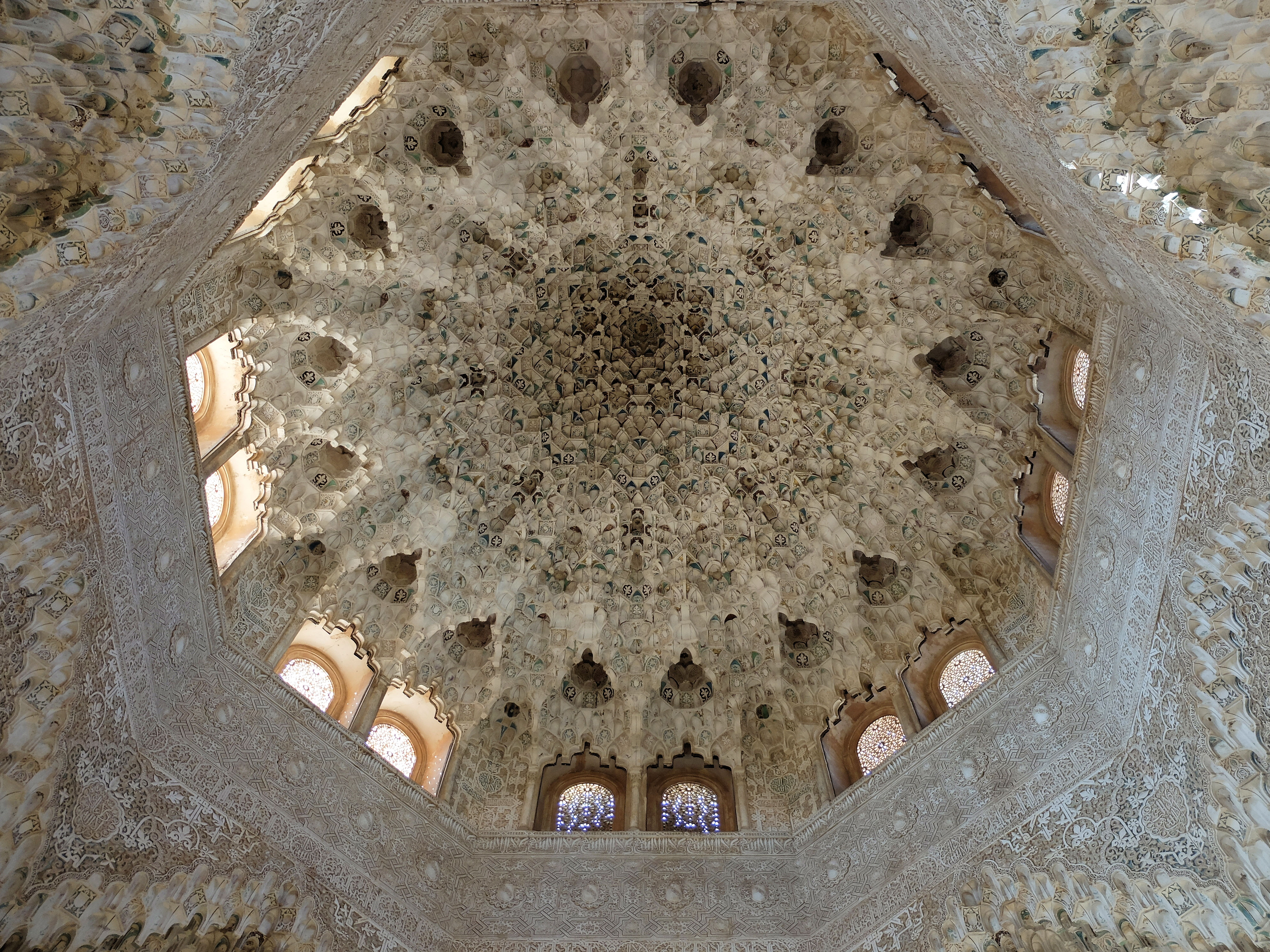
غرناطة، الحمراء، قاعة الأختين، سقف مُقرنص.

يؤكد إرنست جومبريتش على التأثيرات العملية للزخرفة باعتبارها إطارًا وملءً وربطًا. يرى أن أهم جوانب الفن هي الجوانب غير الزخرفية، وينبع ذلك من تفضيله للفن التمثيلي الغربي. تتضمن الأنماط الهندسية في الزخرفة الإسلامية ملء الفراغ، وهو ما يُوصف تقنيًا بــالتبليط من خلال القياس المتساوي. الهدف الرئيس من ملء الأنماط الهندسية للفراغ هو تعزيزه. في كتابه التأمل في الزخرفة، يبتعد أوليج جرابار عن موقف جومبريتش المتأثر بالطابع الأوروبي ليوضح كيف يمكن للزخرفة أن تكون موضوعًا للتصميم. يُفرّق بين ملء الفراغ بالتصميم، وتحويل الفراغ من خلال التصميم.

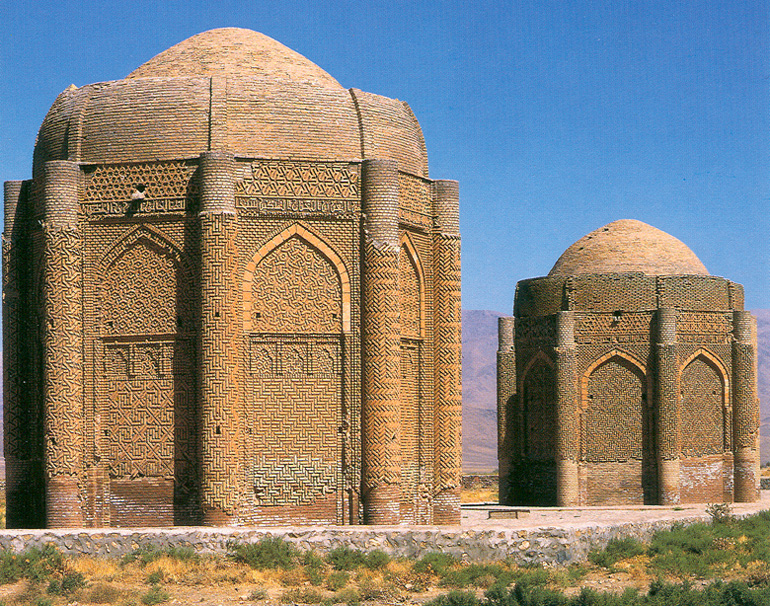
إيران، خراقان، ضريح، يعود إلى 1087 م.

يلفت غرابار الانتباه إلى الجودة الرمزية للزخرفة. إن استخدامه لكلمة رمزي يوحي بـ"دلالي" أو "تعبيري". أما اعتبار الزخرفة بحد ذاتها فهو يُقوّض ذاتيتها. يمكن صياغة الأشكال الهندسية كموضوعات من خلال قدرتها على التواصل أو تعزيز المعنى الأيقوني أو السيميائي أو الرمزي. تُستخدم الزخرفة في العمل الإسلامي لنقل جوهر رسالة محددة أو رسائل محددة في حد ذاتها. تعمل الأشكال الهندسية الغنية بالملمس في قصر الحمراء كممر وجوهر للمشاهدين للتأمل في الحياة والآخرة. ومن الأمثلة على استخدام الهندسة للإشارة إلى رسالة محددة ما يظهر فوق مدخل أحد أبراج الخرقان، حيث تؤطر المضلعات على شكل نجمة كلمة الله.
بلغ تطور الزخارف النباتية من مصر والشرق الأدنى القديم والعالم الهلنستي ذروته في الزخرفة العربية الإسلامية. الزخارف النباتية هي إشارة إلى استحضار الحياة بدلًا من تمثيلها. خطوطها العضوية والإيقاعية تخلق جوهرًا من النمو والحركة.
إن المفهوم الخاطئ الشائع في فهم الزخرفة العربية هو اعتبارها رسائل دينية بحتة. وهذا يعني أن الاستخدام الإسلامي للزخرفة ظهر كاستجابة أسلوبية لرفض عبادة الأصنام أو الأيقونات. ورغم أن الزخرفة تُستخدم وسيلةً للتأمل المقدس والاتحاد مع الله، إلا أنها لا تقتصر على هذه الوظيفة، وهذه من الأخطاء الشائعة التي ظهرَت في الاستشراق.

## ملحوظات
1. ↑  كريتشلو هو أستاذ في الهندسة المعمارية، ومؤلف كتاب عن الأنماط الإسلامية.
2. ↑  وايد هو مؤلف سلسلة من الكتب حول الأنماط في أشكال فنية مختلفة.
3. ↑  بهرنز-أبو سيف هو أستاذ تاريخ الفن والعمارة في مدرسة الدراسات الشرقية والإفريقية.